# Slovački verbunk
Slovački verbunk (češki: slovácký verbuňk; slovački: verbunk) je improvizirani ples koji izvode mladići i muškarci u češkoj pokrajini Južnoj Moravskoj i okolici grada Zlína (Zlínski kraj), tj. povijesne pokrajine Slovácko.
Verbunk je naziv koji potječe od njemačke riječi werbung, što znači „regrutacija”, jer ples ima svoje korijene u 18. stoljeću kada su se u vojsku regrutirali i plesači za zabavu vojnika.
Danas ga izvode skupine narodnih plesača u većini regija gdje žive Moravci (Moravska Slovačka) i to tijekom festivala kao što je seosko slavlje Hody (češ. „gozba”).
Slovački verbunk se izvodi uz glazbu koja se naziva „novomađarskom pjesmom” (mađarski: verbunkos) i obično se sastoji od tri dijela; na početku se izvodi pjesma koju prate lagani pokreti, a potom slijede brži plesni dijelovi. Ples ne prati točna koreografija nego je obilježen spontanošću, improvizacijama i osobnim izričajem svakog plesača uključujući natjecanje u skakanju. Obično ga izvode skupine u kojima svaki plesač interpretira glazbu na svoj način.
Postoji šest regionalnih vrsta slovačkog verbunka u kojima je nastalo mnoštvo različitih plesnih figura i plesnih ritmova. Ove vrste su se razvile početkom 20. stoljeća i nastavljaju se razvijati i dan danas. Ovi plesovi su ključni dio lokalnih običaja, ceremonija i slavlja, te se izvode na godišnjim natjecanjima najboljih plesača i na Internacionalnom festivalu folklora u mjestu Strážnice.
Ovoj vrsti plesa, i njegovoj bogatoj raznolikosti, najviše prijeti seoba mladih i srednjovječnih iz sela u urbana središta. Druge vrste prijetnje je nedostatak financijske potpore plesačima za njihovu narodnu odjeću koja se uglavnom pravi ručno i zahtjeva održavanje.
Od 2005. godine slovački verbunk je upisan na UNESCO-ov popis nematerijalne svjetske baštine u Europi.

## Vanjske poveznice
- Nacionalni institut za narodnu kulturu  Arhivirana inačica izvorne stranice od 26. siječnja 2010. (Wayback Machine) (češ.) (njem.) (engl.)
- Video primjeri slovačkog verbunka  Arhivirana inačica izvorne stranice od 4. siječnja 2015. (Wayback Machine) (češ.)